# Eddy Salcedo
Eddy Anthony Salcedo Mora (Génova, Italia, 1 de octubre de 2001) es un futbolista italiano de padres colombianos. Juega de delantero para el O.F.I. Creta F.C. de la Superliga de Grecia.

## Trayectoria

### Biografía
Salcedo es nacido en Génova, Italia sus padres son colombianos. Su papá (Antonio Salcedo) fue jugador profesional de baloncesto.

### Génova
Salcedo es un producto de la academia juvenil de Génova. El 20 de agosto de 2017, a la edad de 15 años, hizo su debut con el equipo profesional en la Serie A en un empate 0-0 como visitante contra Sassuolo, llegando como sustituto en el minuto 81 de Andrey Galabinov.

### Inter de Milán
El 16 de julio de 2018, Salcedo se unió al Inter de Milán en un acuerdo de préstamo de toda la temporada con una opción para hacer el acuerdo permanente.  Se informó que el precio para que el trato sea permanente es de 15 millones de euros. Durante la pretemporada disputaría 5  encuentros amistosos, en la temporada regular estaría como suplente en 4 encuentros sin llegar a sumar ni un solo minuto en cancha.

### Hellas Verona
Para la temporada 2019-20 es cedido por el Inter de Milán al Hellas Verona, en donde disputa la posición con el veterano Giampaolo Pazzini.

### CD Eldense
El 25 de agosto de 2023, firma por el C. D. Eldense de la Segunda División de España, cedido por el Inter de Milán.

## Selección nacional
Salcedo ha disputado 19 encuentros en los que convertido 5 goles para la Selección de Italia Sub-19. Además ha estado en microciclos con la selección absoluta. El 12 de noviembre de 2020, Arturo Reyes entrenador de la Selección Colombia Sub-20, anunció que haría todas las instancias, para tenerlo a Salcedo en su convocatoria frente al Campeonato Sudamericano Sub-20 2021 que se celebró en Colombia. Sin embargo, su convocatoria a la Selección Colombia Sub-20 no se concretó.

## Estadísticas

### Clubes
| Club                    | Div.                       | Temporada     | Liga     | Liga  | Copas nacionales | Copas nacionales | Copas internacionales | Copas internacionales | Total    | Total |
| Club                    | Div.                       | Temporada     | Partidos | Goles | Partidos         | Goles            | Partidos              | Goles                 | Partidos | Goles |
| ----------------------- | -------------------------- | ------------- | -------- | ----- | ---------------- | ---------------- | --------------------- | --------------------- | -------- | ----- |
| Genoa C. F. C. · Italia | Serie A                    | 2017-18       | 2        | 0     | 1                | 0                | –                     | –                     | 3        | 0     |
| Genoa C. F. C. · Italia | Total club                 | Total club    | 2        | 0     | 1                | 0                | 0                     | 0                     | 3        | 0     |
| Inter de Milán · Italia | Serie A                    | 2018-19       | 0        | 0     | 0                | 0                | 0                     | 0                     | 0        | 0     |
| Inter de Milán · Italia | Total club                 | Total club    | 0        | 0     | 0                | 0                | 0                     | 0                     | 0        | 0     |
| Hellas Verona · Italia  | Serie A                    | 2019-20       | 17       | 1     | 0                | 0                | –                     | –                     | 17       | 1     |
| Hellas Verona · Italia  | Serie A                    | 2020-21       | 12       | 0     | 2                | 1                | –                     | –                     | 14       | 1     |
| Hellas Verona · Italia  | Total club                 | Total club    | 29       | 1     | 2                | 1                | 0                     | 0                     | 31       | 2     |
| CD Eldense · España     | Segunda División de España | 2023-         | 0        | 0     | 0                | 0                | 0                     | 0                     | 0        | 0     |
| CD Eldense · España     | Total club                 | Total club    | 0        | 0     | 0                | 0                | 0                     | 0                     | 0        | 0     |
| Total carrera           | Total carrera              | Total carrera | 31       | 1     | 3                | 1                | 0                     | 0                     | 34       | 2     |

### Selección nacional
| Selección | Año   | Amistosos | Amistosos | Eliminatorias | Eliminatorias | Eurocopa | Eurocopa | Total | Total |
| Selección | Año   | Part.     | Goles     | Part.         | Goles         | Part.    | Goles    | Part. | Goles |
| --------- | ----- | --------- | --------- | ------------- | ------------- | -------- | -------- | ----- | ----- |
| Sub-19    | 2018  | 3         | 1         | --            | --            | --       | --       | 3     | 1     |
| Sub-19    | 2019  | 7         | 3         | 6             | 1             | 3        | 0        | 16    | 4     |
| Sub-19    | Total | 10        | 4         | 6             | 1             | 3        | 0        | 19    | 5     |